# Аль-Хаиль, Джассим
Джассим Адиль Халиль аль-Хаиль (араб. جاسم عادل خليل الهيل‎; род. 29 января 1992, Катар) — катарский футболист, вратарь клуба «Катар СК».

## Клубная карьера
Занимался в школе и играл за молодёжные команды футбольного клуба «Аль-Мархия». В течение трёх сезонов выступал вместе с командой во втором катарском дивизионе. Затем подписал контракт с выступающей в Старс-лиге «Аль-Шаханией». Дебютировал в новом клубе 3 января 2017 года в матче с «Эр-Райяном». Аль-Хаиль вышел в стартовом составе, а на 12-й минуте пропустил единственный мяч во встрече. В «Аль-Шахании» отыграл всего один сезон, приняв участие в 7 матчах чемпионата. В турнирной таблице команда заняла 11 место и была вынуждена играть стыковой матч с «Катар СК» за право выступать в высшем дивизионе. В том матче аль-Хаиль пропустил на 61-й минуте, его команда проиграла 0:1 и вылетела во второй дивизион.
Аль-Хаиль на будущий сезон остался в Старс-лиге, подписав контракт с «Катаром СК». Главный тренер команды аргентинец Габриэль Кальдерон поначалу видел в нём дублёра Раджеба Хамзы, но 3 ноября 2017 года Джассим дебютировал в основном составе в игре с «Эр-Райяном», после чего отыграл все оставшиеся матчи до конца сезона.

## Карьера в сборной
В ноябре 2017 года главный тренер сборной Катара Феликс Санчес Бас вызвал аль-Хаиля на товарищеские матчи со сборными Эквадора и Узбекистана. Голкипер в обоих матчах попадал в заявку на игру, но на поле так и не появился.

## Клубная статистика
| Выступление      | Выступление      | Выступление      | Лига | Лига | Кубки | Кубки | Конт.кубки | Конт.кубки | Итого | Итого |
| Клуб             | Лига             | Сезон            | Игры | Голы | Игры  | Голы  | Игры       | Голы       | Игры  | Голы  |
| ---------------- | ---------------- | ---------------- | ---- | ---- | ----- | ----- | ---------- | ---------- | ----- | ----- |
| Аль-Шахания      | Старс-лига       | 2016/17          | 7    | 0    | 0     | 0     | —          | —          | 7     | 0     |
| Аль-Шахания      | Итого            | Итого            | 7    | 0    | 0     | 0     | 0          | 0          | 7     | 0     |
| Катар СК         | Старс-лига       | 2017/18          | 15   | 0    | 1     | 0     | —          | —          | 16    | 0     |
| Катар СК         | Старс-лига       | 2018/19          | 21   | 0    | 0     | 0     | —          | —          | 21    | 0     |
| Катар СК         | Старс-лига       | 2019/20          | 17   | 0    | 2     | 0     | —          | —          | 19    | 0     |
| Катар СК         | Итого            | Итого            | 53   | 0    | 3     | 0     | 0          | 0          | 56    | 0     |
| Всего за карьеру | Всего за карьеру | Всего за карьеру | 60   | 0    | 3     | 0     | 0          | 0          | 63    | 0     |